# Adel Jarboui
Adel Jarboui, né le 20 décembre 1977 à Sfax, est un universitaire et homme politique tunisien.

## Biographie

### Études
Adel Jarboui obtient un doctorat en chimie, un master en science des matériaux, une maîtrise en chimie industrielle, ainsi qu'un diplôme universitaire en mathématiques, physique, chimie et informatique.
Enseignant à l'Institut préparatoire aux études d'ingénieurs de Sfax et à l'Institut supérieur des études technologiques de Sfax, il écrit plusieurs travaux de recherche.

### Carrière politique
Membre de la Chambre des députés, il occupe plusieurs responsabilités au Rassemblement constitutionnel démocratique (RCD), parti du président Zine el-Abidine Ben Ali. Il est notamment secrétaire général du bureau fédéral des étudiants du RCD pour la région du Sud, membre du bureau national de l'Organisation des étudiants du RCD de 2000 à 2003, trésorier de la section régionale des étudiants du RCD de Sfax en 1998, ainsi que membre du bureau régional de la jeunesse scolaire à Sfax.
Le 27 juillet 2010, il est nommé secrétaire général-adjoint du RCD, chargé de la jeunesse, de l'éducation et de la culture, jusqu'à la dissolution du parti en 2011.
Après avoir été conseiller chargé de la coopération internationale au sein du cabinet du ministre de l'Éducation Néji Jalloul, il devient chef de cabinet du ministère le 28 avril 2017.
Lors du remaniement ministériel du 6 septembre 2017, il intègre le gouvernement de Youssef Chahed comme secrétaire d'État chargé de l'Immigration et des Tunisiens à l'étranger, auprès du ministre des Affaires sociales Mohamed Trabelsi. Le 5 novembre 2018, il est désigné secrétaire d'État auprès du ministre du Transport.